# Balli Caraale
Balli Caraale (ook: Carraale Bidaar) is een gehucht van slechts enkele hutten in het District Oodweyne, regio Togdheer, in de niet-erkende staat Somaliland (en dus formeel nog steeds gelegen in Somalië). Balli Caraale moet niet worden verward met Bali-Caraale in de regio Sool, District Aynabo.
Balli Caraale ligt in een savanne/steppe op 932 m hoogte, ruim 36 km recht ten zuiden van de districtshoofdstad Oodweyne. Naast het gehucht ligt een poel waar vee kan worden gedrenkt. Dorpen in de buurt zijn Cabdi Faarah, Qurac Kudle, Balli-Dalab en Qolqol ka Madoobe.
Balli Caraale heeft een tropisch klimaat. De gemiddelde jaartemperatuur is 24 °C. September is de warmste maand, gemiddeld 26,4 °C; januari is het koelste, gemiddeld 20,6 °C. De jaarlijkse regenval is ca. 235 mm. Van december t/m februari is het droge seizoen en valt er vrijwel geen regen. April en mei zijn juist erg natte maanden met 50–55 mm neerslag.